# Colaborare
Colaborarea este munca depusă împreună cu alții cu interesul de a atinge un scop comun. Este o formă de proces relațional în care doi sau mai mulți indivizi sau organizații lucrează împreună să realizeze scopuri împărtășibile; este mai mult decât intersecția scopurilor comune văzută în cazul cooperării, dar adânc, colectiv, este o determinare de a atinge obiective identice. Majoritatea colaborărilor cer conducere, dar aceasta poate fi  realizată și într-un cadru social, descentralizat și cu caracter egalitar. În particular, echipe care lucreză în colaborare, pot să obțină mai multe resurse, recunoaștere și câștig când participă la o competiție pentru resurse finite.